# Kościół św. Wojciecha księży Misjonarzy we Lwowie
Kościół św. Wojciecha księży Misjonarzy we Lwowie – jest położony przy ul. Dowbusza (ukr.  Довбуша, przed 1945 – św. Wojciecha).

## Historia
Pierwotny, drewniany kościół pw. św. Wojciecha Biskupa i Męczennika  ufundował na wschodnim przedmieściu Lwowa w 1602 roku Piotr Moskalik. W latach 1702–1703 został wzniesiony z kamienia i z cegły nowy, jednonawowy  kościół w stylu barokowym oraz internat dla kleryków. We wrześniu 1704 w czasie oblężenia Lwowa przez Szwedów w ramach wojny z Rosją stacjonował tu król Karol XII.
W 1747 arcybiskup Mikołaj Ignacy Wyżycki przekazał kościół wraz z klasztorem sprowadzonym do Lwowa księżom lazarystom, zwanym również misjonarzami. 
W 1772, w chwili pierwszego rozbioru Polski w klasztorze mieszkało tylko 2 księży.
Do kasaty zakonu w 1784 księża misjonarze prowadzili przy kościele niższe seminarium duchowne. Później kompleks kościelno-klasztorny został zamieniony na magazyny i składy wojskowe.
W 1906 kościołowi przywrócono funkcje sakralne. Po wcieleniu w 1945 Lwowa do Ukraińskiej SRR w składzie ZSRR i zamknięciu w 1946 przez władze sowieckie wszystkich (z wyjątkiem 2) świątyń rzymskokatolickich w mieście, kościół i klasztor zamieniono na magazyny.
Po uzyskaniu w 1991 niepodległości przez Ukrainę od 1996 kościół pełni funkcję cerkwi obrządku bizantyjsko-ukraińskiego pw. św. Męczennika Jozafata.